# Mohamed Abed Bahtsou
Mohamed Abed Bahtsou (en arabe : محمد عابد بهتسو) est un footballeur algérien né le 25 décembre 1985 à Aïn Témouchent. Il évolue au poste d'avant centre à l'ASB Maghnia.

## Biographie
Lors de la saison 2009-2010, il joue 25 matchs en première division algérienne avec le club de l'USM Blida, inscrivant deux buts. La saison suivante, il joue 24 matchs dans ce même championnat avec l'équipe du CA Bordj Bou Arreridj, pour à nouveau deux buts inscrits.

## Palmarès
CA Bordj Bou Arreridj
- Championnat d'Algérie D2 (1) :
  - Champion : 2011-12.